# Choerotricha indistincta
Choerotricha indistincta är en fjärilsart som beskrevs av Rothschild 1920. Choerotricha indistincta ingår i släktet Choerotricha och familjen tofsspinnare. Inga underarter finns listade i Catalogue of Life.